# Khan (hond)
De herdershond Khan was door zijn eigenaar Barry Railton aan het Britse leger uitgeleend. Hier werd hij bij de 52e Lowland Divisie in Schotland getraind om mijnen te zoeken. Hij verkreeg de Dickin Medaille voor een actie tijdens de Slag om de Schelde. Tijdens een nachtelijke oversteek van het Sloe, het water dat Walcheren en de Bevelanden scheidde, redde hij in de nacht van 3 op 4 november 1944 zijn begeleider uit het water. De boot waarin ze naar de Walcherse zijde van het Sloe werden gebracht kapseisde nadat het werd beschoten door mortieren. Jim Muldoon, Khans begeleider, kon niet zwemmen. Khan was al aan de kant gekrabbeld toen hij zijn baasje om hulp hoorde roepen. Hij bedacht zich geen moment en dook terug in het koude water. Muldoon kon met een laatste krachtinspanning het tuig van de hond pakken waarna Khan hem naar de kant trok. Hier werden ze uren later gevonden. Khan was in de koude novembernacht op zijn baasje gaan liggen om hem warm te houden. De hond verliet zijn baasje ook in het hospitaal niet. Voor deze heldhaftige daad werd Khan onderscheiden met de Dickin Medaille. Na de oorlog keerde Khan terug naar Engeland. Zijn oude baasje, Barry Railton, schonk hem een jaar later tijdens een parade alsnog aan Muldoon. Khan kwam geregeld in beeld bij evenementen van de PDSA (People's Dispensary for Sick Animals).